# Todos a la cárcel
Pour plus de détails, voir Fiche technique et Distribution.
Todos a la cárcel est un film espagnol réalisé par Luis García Berlanga, sorti en 1993.

## Synopsis
Dans la prison de Valence, on s'apprête à célébrer la journée internationale du prisonnier d'opinion. Des gens issus de la politique, la culture et la farandole y assisteront et profiteront de l'occasion pour faire des affaires juteuses.

## Fiche technique
- Titre : Todos a la cárcel
- Réalisation : Luis García Berlanga
- Scénario : Luis García Berlanga et Jorge Berlanga
- Photographie : Alfredo F. Mayo
- Musique : Bernardo Fuster et Luis Mendo
- Pays d'origine : Espagne
- Genre : comédie
- Date de sortie : 1993

## Distribution
- José Sazatornil : Artemio
- José Sacristán : Quintanilla
- Agustín González : Directeur
- Manuel Alexandre : Modesto
- Rafael Alonso : Falangista
- Inocencio Arias : Casares
- José Luis Borau : Capellan
- Chus Lampreave : Chus
- José Luis López Vázquez : Padre Rebollo
- Mónica Randall : Sonsoles
- Antonio Resines : Mariano
- Amparo Soler Leal : Elvira
- Jaume Sisa : Pastor León
- Santiago Segura : Écologiste